# Ciemniewo (powiat ciechanowski)
Ciemniewo – wieś sołecka w Polsce położona w województwie mazowieckim, w powiecie ciechanowskim, w gminie Sońsk.
Ciemniewo to typowo rolnicza wieś, położona około 100 kilometrów na północ od Warszawy. Przeważają tu rodziny wielopokoleniowe. Większość rodzin posiada gospodarstwo rolne. Przez wieś przepływa mała rzeka Sona. Do roku 1985 istniała szkoła podstawowa, która powstała z inicjatywy mieszkańców. Ciemniewo ma również wiejski sklep spożywczy w budynku wiejskiej świetlicy. W centrum wsi znajduje się także punkt skupu mleka.
Graniczy z 6 mniejszymi od niej wsiami: Ciemniewkiem, Olszewką, Pękawką, Garnowem, Marusami i Niesłuchami.
W latach 1975–1998 miejscowość należała administracyjnie do województwa ciechanowskiego.

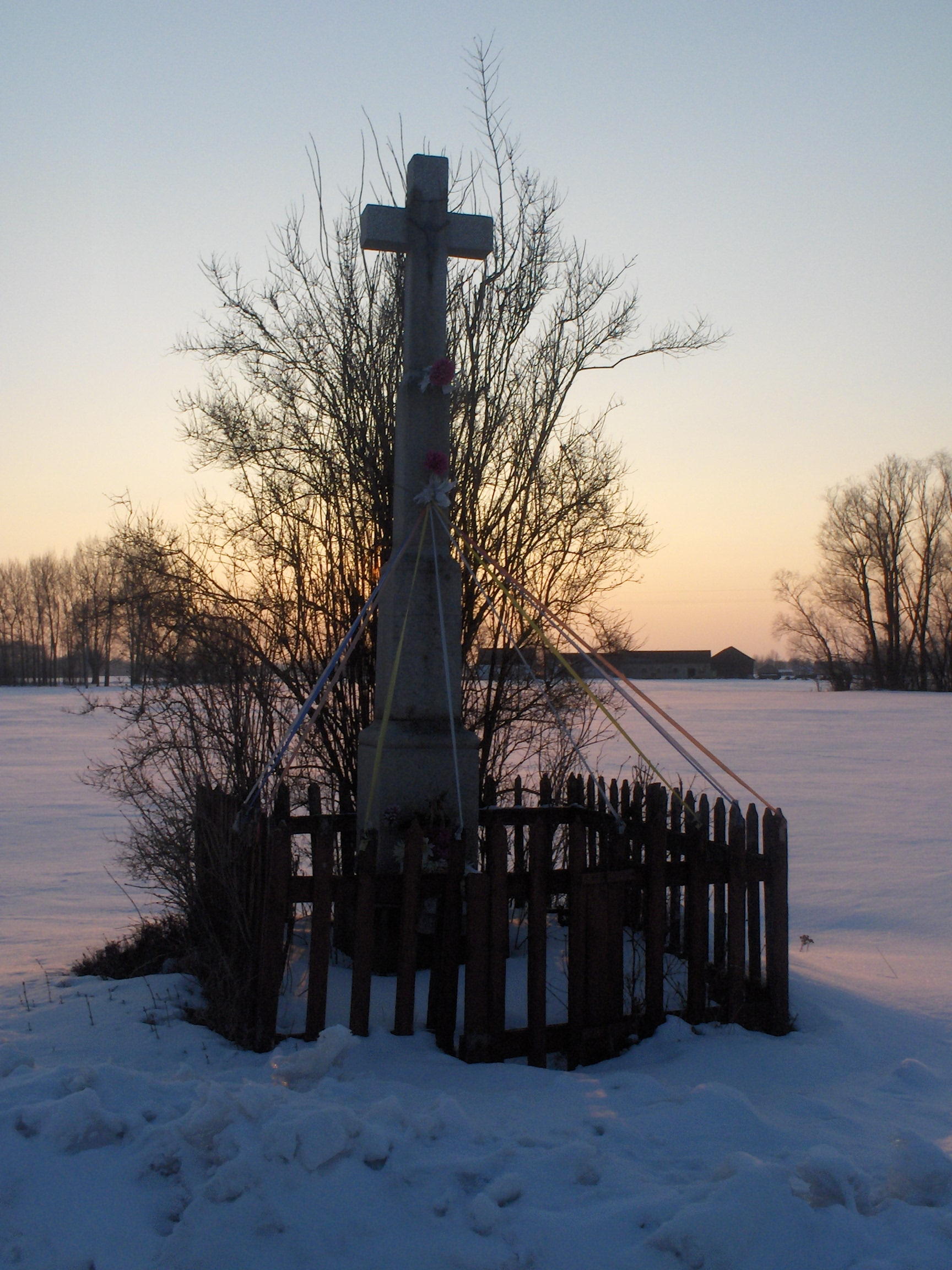
Pierwsza figurka powstała w Ciemniewie
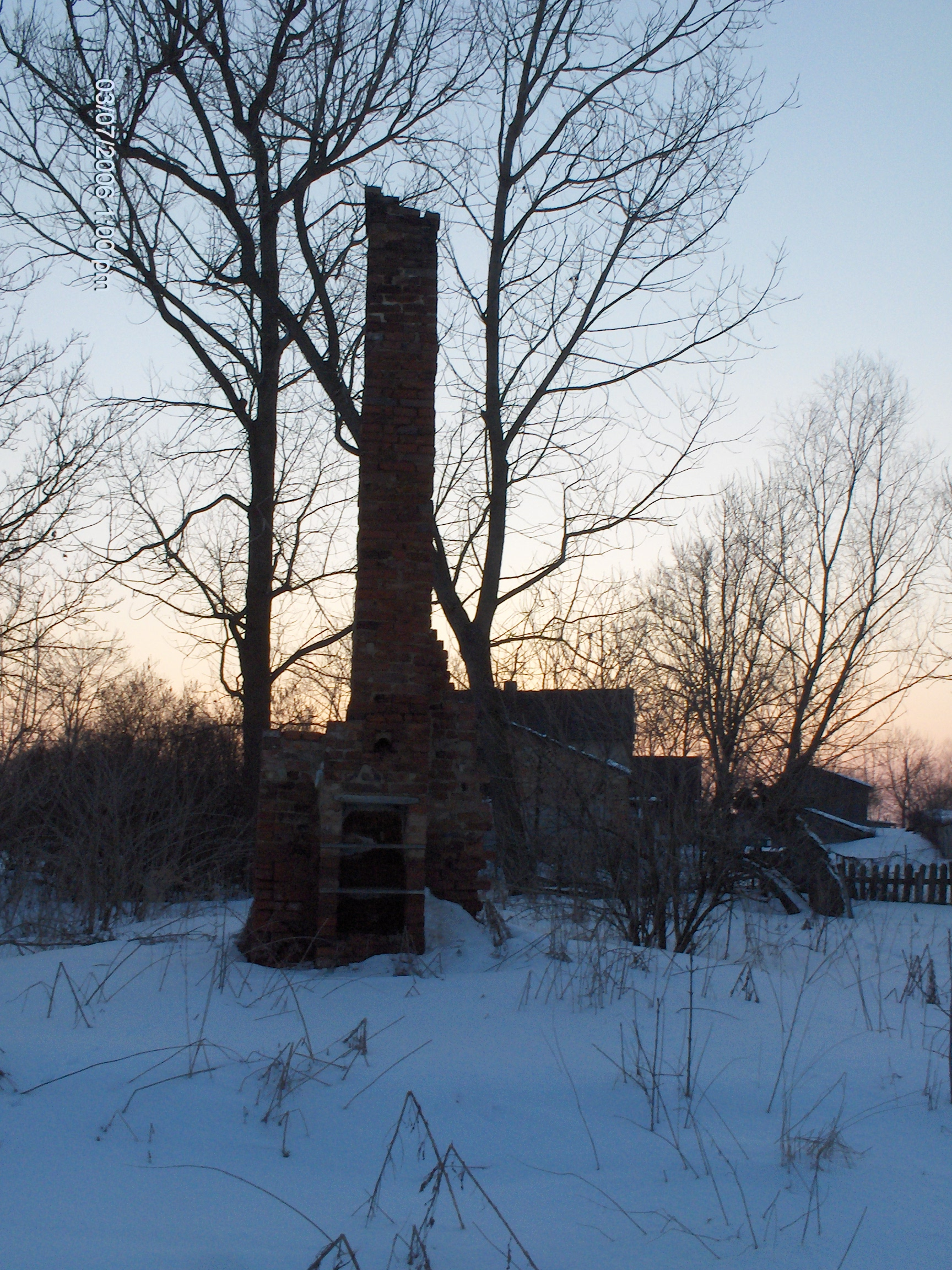
Komin, pozostałość po domu założyciela wsi